# فيمي بيدرو
فيمي بيدرو (بالإنجليزية: Femi Pedro)‏ هو مصرفي نيجيري، ولد في 29 يناير 1955 في لاغوس في نيجيريا.